# David Margoshvili
David Margoshvili (né le 11 août 1980) est un judoka géorgien, évoluant dans la catégorie des moins de 66 kg (poids mi-légers). 

## Biographie
Aux Jeux olympiques de 2004, David Margoshvili termine au pied du podium, battu lors de la finale pour la médaille de bronze par le Cubain Yordanis Arencibia.

### Palmarès
| Date | Compétition           | Lieu       | Résultat |
| ---- | --------------------- | ---------- | -------- |
| 2001 | Championnats d'Europe | Paris      | 2e       |
| 2003 | Championnats d'Europe | Düsseldorf | 2e       |
| 2004 | Jeux olympiques       | Athènes    | 5e       |
| 2005 | Championnats d'Europe | Rotterdam  | 5e       |
| 2005 | Championnats du monde | Le Caire   | 5e       |

#### Autres
- Tournoi Grand Chelem de Paris : 2e en 2004.
- Tournoi World Cup de Tbilissi : vainqueur en 2000 et 2003.